# وطبان إبراهيم التكريتي
وطبان إبراهيم الحسن التكريتي (1952 – 13 أغسطس 2015) شغل منصب وزير الداخلية مطلع التسعينات في عهد الرئيس صدام حسين

## حياته
وطبان إبراهيم الحسن المحمد الخطاب من عشيرة البيكات من قبيلة ألبو ناصر، وهو أخو صدام حسين من الأم، وهو أصغر أشقائه برزان إبراهيم التكريتي، وسبعاوي إبراهيم الحسن، وأخوه الأكبر من الأب هو دهام إبراهيم الحسن، درس وطبان الابتدائية والإعدادية في تكريت وتخرج في جامعة المستنصرية حاصلا على بكالوريوس الحقوق. شغل منصب محافظ صلاح الدين 
ثم شغل منصب وزير الداخلية في العراق من 1991–1995

### حياته الأسرية
تزوج من إلهام خير الله طلفاح، الأخت الرابعة لوزير الدفاع عدنان خيرالله ورزق منها بسمر، عمر، علي، مصطفى ومن زوجته الأخرى وفاء إبراهيم بثلاثة أبناء أحمد، خطاب، إبراهيم 

## حادثة إصابته بعيار ناري
عام 1995 وقعت الحادثة في ذكرى المولد النبوي في مزرعة أحد العراقيين. وقتها كان وزيراً للداخلية، ودعي إلى حفلة عشاء عن طريق أحد أقاربه، وكانت الدعوة عامة، وأثناء العشاء خرج قريب لوطبان وقتل مرافقاً لأحد المدعوين. حاول وطبان في البداية تسوية الموضوع، لكنه لم يتمكن. ذهب رفيق القتيل فجراً إلى عدي صدام حسين، وطلب منه أن يرتب له موعداً للقاء الرئيس صدام ليشكو إليه ما حدث، لكن عدياً قال له إن الأمر لا يستحق أن يصل إلى الرئيس لكونه سيتولى تسويته بنفسه، توجه إلى المزرعة وأطلق النار من رشاشه على الموجودين فأصيب وطبان.
زاره أخوه صدام حسين في المستشفى أكثر من مرة أثناء تلقيه العلاج، والحقيقة أن عدياً لم يطلق النار على وطبان متعمداً، بل أطلق النار على الموجودين فأصابته.

## الغزو الأمريكي للعراق
في أبريل 2003 ألقت القوات الاميركية القت القبض على وطبان في منطقة الرابية شمال غرب الموصل عندما كان يحاول الفرار إلى سوريا.
كان ترتيبه خمسة بستوني في بطاقات لعب العراقيين الأكثر طلباً. اقتيد إلى الحجز والاعتقال بتاريخ 13 أبريل 2003 في أعقاب القبض عليه في ربيعة شمال العراق قرب الحدود العراقية السورية.

## محاكمته ووفاته
صدر ضده حكم بالإعدام في 11 مارس 2009 لضلوعه في إعدام 42 تاجرا اتهموا بالمضاربة بأسعار المواد الغذائية عام 1992 ، وقد كان من المتوقع إعدامه في غضون شهر واحد.
في ديسمبر 2010 قررت المحكمة العليا الإفراج عنه وعدم إدانته بعدما أغلقت ملف قضية الجبور بالكامل بعد إصدار الأحكام القضائية”.
ظهر أثناء محاكمته مقدما اعتذاره من الشعب العراقي عن التجاوزات والانتهاكات التي ارتكبها حزب البعث، ومتهما نائب رئيس الوزراء السابق طارق عزيز، بأنه كان “مهندس” تلك السياسة قائلا: 
”. أعلنت وزارة العدل يوم الخميس الموافق 13 أغسطس 2015 عن وفاته بسبب توقف مفاجئ في القلب إثر «مرض عضال»، فيما أشارت إلى أنه كان يعاني من أمراض عدة وكان يخضع للعناية الطبية من قبل اللجان الصحية المتخصصة في دائرة الإصلاح العراقية.

### تعذيبه في السجون العراقية
ذكرت ابنته الكبرى تعرض والدها للتعذيب حتى الموت في السجون العراقية قائلة:-
. أشارت حينها منظمات دولية عديدة كالصليب الأحمر ومنظمة العفو الدولية وهيومن رايتس واتش لشيوع التعذيب الممنهج في سجون الحكومة العراقية، وتعرض كبار رموز النظام السابق للتعذيب وسوء المعاملة، رغم نفي الحكومة العراقية لهذه التقارير.

### اختطاف زوجته وجثمانه
في 21 أغسطس 2015 أعلن خطاب وطبان الحسن إن ستة مسلحين مجهولين يستقلون سيارتين مدنيتين نوع بيكب وكيا، ثلاثة منهم يرتدون الزي المدني والثلاثة الآخرون يرتدون الزي العسكري اعترضوا السيارة التي كانت تقل والدته وجثة والده بعد خروجهما من سيطرة الغزالية متجهين إلى منطفة أبو غريب، مبيناً أنهم عادوا بالسائق ووالدته إلى السيطرة وأبرزوا لهم هويات تابعة لوزارة الداخلية واقتادوهم إلى منزل سكني يقع في شرق العاصمة بغداد وتحديداً في أطراف زيونة، وبعد التحقيق معهم قرروا إطلاق سراحها مع الجثة، لكن من دون تسليمه الأوراق الرسمية لغرض الدفن في مقبرة الكرخ، مشيراً إلى أن أحد شيوخ العشائر تطوع لدفن والده بعد اتصاله به. من جهته قال محافظ صلاح الدين أن المحافظة أجرت اتصالا مع زوجة وطبان السيدة وفاء إبراهيم وتكلمت معها لثوان معدودات ثم أغلق الهاتف من غير التمكن من التعرف على مكان احتجازها قائلا بأن المختطفين طلبوا مبلغ 100 ألف دولار مقابل الإفراج عن زوجة وطبان لكنهم لم يحدووا آلية تسلم الفدية
وفي 14 سبتمبر 2019 أعلنت العائلة، عن إطلاق سراحها بعد أسابيع من اختطافها وبأن جثته دفنت في (17 آب 2015)، في منطقة الأعظمية شمالي بغداد 